# Antas do Pinheiro do Campo
Die Antas do Pinheiro do Campo liegen beiderseits der Straße, etwa 1,2 km nordöstlich von São Sebastião da Giesteira, im Westen des Distrikt Évora im Alentejo in Portugal. Anta oder Dolmen ist die portugiesische Bezeichnung für etwa 5000 Megalithanlagen, die während des Neolithikums im Westen der Iberischen Halbinsel von den Nachfolgern der Cardial- oder Impressokultur errichtet wurden. 
Anta 1 liegt östlich neben der Straße. Der Deckstein der Anta ist noch intakt, aber in die teilweise zusammengebrochene polygonale Kammer verstürzt, die in den Überresten ihres Erdhügels liegt. Ein Telegrafenmast lehnt sich gegen einen der Tragsteine. 
Anta 2 wurde Ende des 19. Jahrhunderts vom Archäologen Gabriel Pereira untersucht. Sie liegt unter einem Feigenbaum etwa 300 m entfernt, westlich der Straße, ist größer und in einem besseren Zustand. Eine unbefestigte Straße mit einem Viehgitter führt zu der Megalithanlage. Die Anta ist ein Dolmen mit einem Gang und ihr Deckstein ist in situ. 